# Blauwkruinorganist
De blauwkruinorganist (Chlorophonia occipitalis) is een zangvogel uit de familie Fringillidae (vinkachtigen).

## Verspreiding en leefgebied
Deze soort komt voor in de bergwouden van zuidoostelijk Mexico (Veracruz) tot Nicaragua.